# Geleira Dater

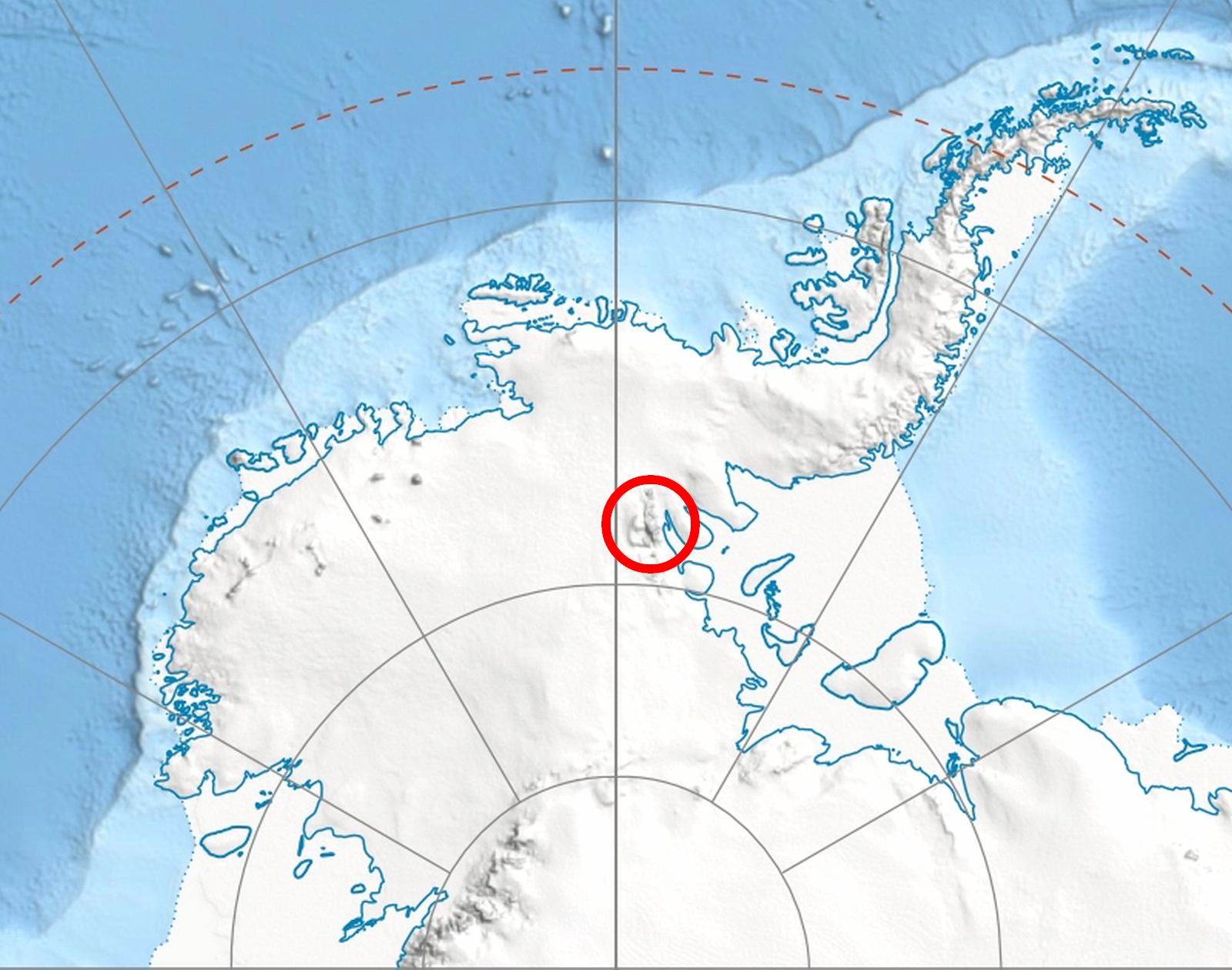
Localização da cordilheira Sentinela na Antártida Ocidental.

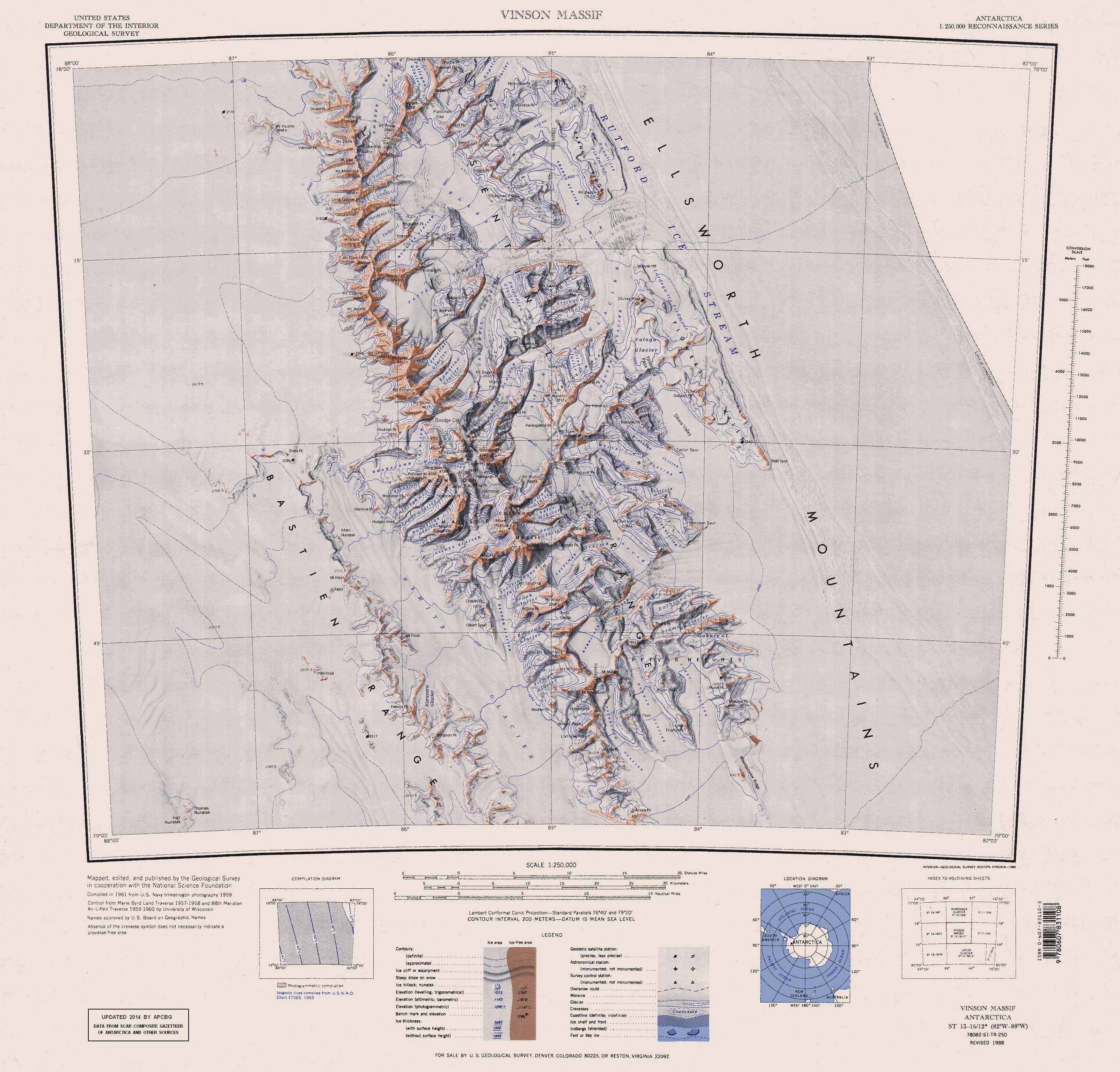
Mapa da cordilheira Sentinela

A geleira Dater é uma geleira/glaciar de vale íngreme na Antártida, com 38 km de comprimento e de 1,6 km a 4,8 km de largura, fluindo para nordeste em um curso sinuoso das ladeiras ocidentais do maciço Vinson até a corrente de gelo Rutford que margeia o flanco oriental da cordilheira Sentinela, montanhas Ellsworth. Em uma extremidade mais baixa, a geleira Dater coalesce com a estação final da geleira Ellen, as duas emergindo da cordilheira Sentinela em um único córrego justamente a norte das colinas Flowers.
Descoberta pelo esquadrão da USN VX-6 em voos fotográficos de 14-15 de dezembro de 1959, e mapeada a partir destas fotografias pelo United States Geological Survey (Serviço Geológico dos Estados Unidos). Assim chamada pelo US-ACAN (Comitê Consultivo para Nomes Antárticos), recebeu o nome de Henry M. Dater, historiador na equipe do Escritório de Projetos Antárticos dos Estados Unidos (U.S. Antarctic Projects Officer) e na U.S. Naval Support Force Antarctica (Força de Apoio Naval Antártica dos Estados Unidos).